# Georg Carl Bohlmann
Georg Carl Bohlmann   (8 d'abril de 1838 - 1920) fou un professor de música danès, director de música, organista i compositor.
El pare, el fabricant de tabac Reinhard Georg Carl Bohlmann, va emigrar a Copenhaguen des de Bremen el 1836, on el seu avi havia estat músic. Georg Carl Bohlmann va rebre la seva formació musical a Bremen, on va romandre des de 1851 - 1859 i va rebre lliçons del director Karl Heinemann. Després de tornar a Copenhaguen, va treballar en part com a professor i organitzador de música i en part com a director musical als teatres.
El 1865 va rebre el legat dels Anckers després de realitzar diverses instrumentacions amb èxit de les obres d'altres. De 1872 a 1876 va ser organista a Svendborg, però després es va traslladar a Copenhaguen i va reprendre el seu treball anterior sobretot com a professor de teoria i instrumentació, i on entre altres tingué com alumne el seu conciutadà Alfred Tofft. De vegades va ser director musical al teatre Odense, a l'hotel Marienlyst i des del 1887 al Dagmarteatret. Però va compaginar la música d'altres compositors i també va compondre diverses composicions importants i menors, entre elles: Vikingefærd (obertura de concerts, interpretada a la Gewandhaus de Leipzig)), Dues simfonies, diverses obertures, concerts per a violí i altres instruments, un quartet de concerts de corda i una sèrie de cançons més petites.
A partir de 1887 rebia un ajut anual de l'estat i la Fundació Raben-Levetzauske li concedí una quantitat per a la publicació d'exemples d'instrumentació. De 1892 a 1920 fou organista a la Funeral Home de Copenhaguen.